# CJ인터넷
씨제이인터넷(주)(영어: CJ Internet Corp.)는 온라인 게임 및 캐릭터를 주요 사업으로 한 대한민국의 게임 개발 기업이다.
1982년 동보강업㈜로 설립되었으며 2000년 ㈜코아텍시스템으로, ㈜로커스홀딩스로 2회에 걸쳐 상호 변경하였다.
2000년 게임 개발사 ㈜넷마블을 설립하여 게임 포털 넷마블 서비스를 시작하였다. 넷마블은 대한민국 이외에 일본, 중국 등 해외에 수출되어 다수 온라인 게임을 퍼블리싱하였다.
2003년 ㈜플레너스로 상호 변경하였으며 2004년 CJ의 인수 합병으로 씨제이인터넷(주)이라는 상호명을 변경하였다.
2011년 3월 1일 기업집단 씨제이의 미디어 계열 4개사와 함께 씨제이이앤엠 주식회사에 피흡수합병되어 3월 2일 폐업하였으며, CJ E&M 게임사업부문으로 편입되었다.

## 연혁
- 2000년 3월: 넷마블 설립.
- 2003년 10월: 넷마블, 플레너스 엔터테인먼트 흡수 합병, 사명을 플레너스로 변경.
- 2004년 2월 9일: 플레너스, 포털 사이트 마이엠(MyM) 개설.
- 2004년 4월: CJ그룹, 플레너스 인수.
- 2004년 6월: CJ인터넷으로 사명 변경.
- 2004년 7월: CJ그룹 계열사로 편입.
- 2004년 8월 31일: CJ인터넷, 포털 사이트 마이엠(MyM) 폐쇄.
- 2011년 3월 1일: CJ의 6개 미디어 계열사가 CJ E&M의 게임사업부문으로 통합되었다.
- 쿵야쿵야 KBS 2TV 방영 애니메이션 KBS CJ인테넷 넷마블 공동제작

## 자회사 및 협력사
- CJ스포츠: CJ그룹 스포츠 마케팅 회사
  - CJ 엔투스: 프로게임단
- CJIG: CJ Internet Game Studio, 게임 제작사, 100% 지분보유
- AniPark: 게임 제작사, 51% 지분 보유
- CJ GAME Lap: 게임 제작사
- 씨드나인: 온라인 게임 개발 전문 업체, 53.01% 지분보유
- 미디어웹: 국내 최대 PC방 관리 프로그램(피카) 업체, 68.84% 지분보유

## 스포츠 후원
- CJ인터넷은 2009년 3월 KBO(KBO)와 2009 프로야구 타이틀스폰서 계약을 맺었다.
- 2008년 베이징 올림픽, 2009년 월드 베이스볼 클래식 한국 야구 대표팀을 후원, 선수들의 헬멧에 자사 게임인 마구마구를 홍보하였다.

## 같이 보기
- CJ E&M